# Gustavo Machaín
Gustavo Machaín, vollständiger Name Gustavo Darío Machaín Uhalde, (* 19. September 1965 in Montevideo) ist ein ehemaliger uruguayischer Fußballspieler und Trainer.

## Spielerkarriere

### Verein
Der 1,80 Meter große Defensivakteur Machaín spielte im Laufe seiner Karriere zunächst von 1980 bis 1986 für den Danubio FC. Anschließend war er ab 1987 für den seinerzeitigen Zweitligisten Liverpool Montevideo aktiv. In jenem Jahr stieg er mit der von Julio César Antúnez trainierten Mannschaft in die Primera División auf. 1989 wechselte er vom Liverpool Fútbol Club zu Progreso. Dort wurde er in jener Saison mit der Mannschaft Uruguayischer Meister und erreichte mit dem Team das Achtelfinale der Copa Libertadores 1990. Ab 1991 setzte er seine Karriere bei Central Español fort. Anschließend ging er ins Ausland und spielte fortan 1992 für Sagan Tosu (PJM Futures) in Japans Vierter Liga. 1993 kehrte er zu Central Español zurück. 1994 bzw. 1995 folgten zwei Karrierestationen in Peru bei León de Huánuco bzw. Cienciano. Bei Huánuco debütierte er am 14. August 1994 am 15. Spieltag des Torneo Descentralizado und belegte schließlich mit der von Ramón Quiroga trainierten Mannschaft den vierten Platz in diesem Wettbewerb. Sein einziges Saisontor in seinen verletzungs- bzw. krankheitsbedingt nur 14 Saisoneinsätzen erzielte Machaín, der in jener Spielzeit unumstrittener Stammspieler war, beim 2:0-Sieg über die Sport Boys erzielte. Bei Cienciano war er 1995 einer der Schlüsselspieler der Mannschaft, die die Saison ebenfalls auf dem vierten Rang beendete. In den Jahren 1996 und 1997 stand er wieder in Uruguay unter Vertrag. Sein Arbeitgeber in jenen Spielzeiten war der Club Atlético Rentistas. 1998 spielte er für El Tanque Sisley. 1999 beendet er seine Laufbahn als Spieler Progresos.

### Nationalmannschaft
Machaín nahm mit der uruguayischen U-20-Auswahl an der U-20-Südamerikameisterschaft 1985 in Paraguay teil. Das uruguayische Team belegte dort den vierten Rang. Im Verlaufe des Turniers wurde er von Trainer Aníbal Gutiérrez Ponce siebenmal (kein Tor) eingesetzt. Ferner nahm er 1985 mit Uruguay an der Universiade in Kobe teil.

### Erfolge
- Uruguayischer Meister: 1989

## Trainer- und Funktionärslaufbahn
Nach der aktiven Karriere übernahm Machaín von 1999 bis 2001 zunächst ein Engagement als Trainer im Nachwuchsbereich bei Central Español. 2003, nach anderen Quellen von 2002 bis 2009, war er als Jugendtrainer des Danubio FC tätig, wobei er 2009 auch interimsweise die Mannschaft der in der Primera División betreut haben soll. Von Anfang August 2009 bis 11. Dezember 2009 hatte er die Position des Cheftrainers beim Rocha FC in der Segunda División inne. Dem schloss sich unmittelbar eine Tätigkeit bis Mitte Oktober 2010 als Fußballdirektor bei CSD Municipal in Guatemala an. Er wirkte dort auch als Co-Trainer Jorge Habeggers und als Interimstrainer. Vom 15. Oktober bis 23. November 2010 war er Co-Trainer unter Manuel Gregorio Keosseián beim Club Atlético Peñarol. Ab Januar 2011 übernahm er die Position des Generalkoordinators der Jugendabteilung bei Danubio. Vom 10. Mai 2011 bis 17. Juni 2011 arbeitete er dort als Cheftrainer der Erstligamannschaft. Später war er bis zu seinem Rücktritt im Juni 2012 Sportdirektor der Montevideaner. Das Amt gab er auf, um ab Ende Juni 2012 erneut ein Amt beim guatemaltekischen Club Municipal zu übernehmen. Dort war er auch noch im Mai 2015 weiterhin als Sportlicher Leiter tätig. Im November 2015 wechselte er bei den Guatemalteken wieder auf die Trainerbank.